# Улица Флоренции (Киев)
У́лица Флоре́нции — одна из улиц города Киева, находится в жилом массиве Левобережный (историческое название массива — Никольская слободка). Простирается от улицы Раисы Окипной до улиц Туманяна и Плеханова. Возникла во второй половине 1960-х годов XX столетия. Современное название получила в 1969 году в честь итальянского города Флоренция, побратима Киева. Улица Флоренции проходит вдоль Русановского канала. К ней примыкают пешеходный мост к улице Энтузиастов и бульвару Игоря Шамо.

## Здания
Медицинские учреждения:
- Городская клиническая больница № 1 отделение профмедосмотров (дом № 12-а).

Религиозные организации:
- церковь-часовня св. Духа УПЦ Киевского Патриархата (ул. Флоренции, 11), известная[насколько?] в Киеве своим хором.

## Транспорт
- Станция метро «Левобережная»

## Географические координаты
- координаты начала 50°26′49″ с. ш. 30°35′27″ в. д.HGЯO

- координаты конца 50°26′39″ с. ш. 30°36′31″ в. д.HGЯO